# 589 v. Chr.
Portal Geschichte | Portal Biografien | Aktuelle Ereignisse | Jahreskalender | Tagesartikel

◄ |
7. Jahrhundert v. Chr. |
6. Jahrhundert v. Chr. |
5. Jahrhundert v. Chr. |
►

◄ | 600er v. Chr. | 590er v. Chr. | 580er v. Chr. | 570er v. Chr. |
560er v. Chr. |
►

◄◄ | ◄ | 592 v. Chr. | 591 v. Chr. | 590 v. Chr. | 589 v. Chr. |
588 v. Chr. |
587 v. Chr. |
586 v. Chr. |
► |
►►

## Ereignisse

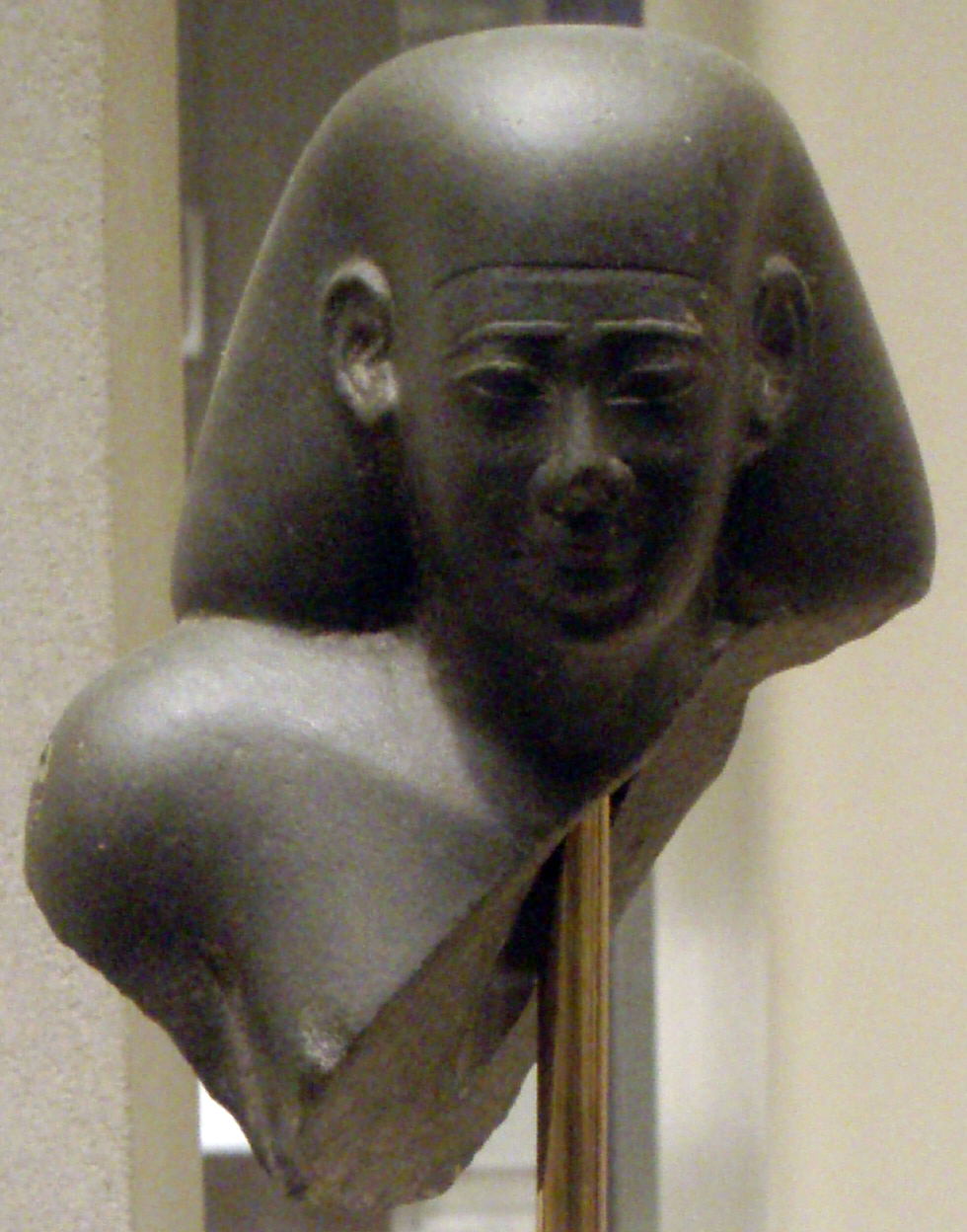
Fragment einer Statue, die den Namen von Pharao Apries trägt

- 10. Februar: Apries folgt seinem verstorbenen Vater Psammetich II. als Pharao von Ägypten. Er beginnt eine aggressive Außenpolitik, die sich von der seiner Vorgänger unterscheidet, und die auf die Erweiterung des ägyptischen Herrschaftsgebietes gerichtet ist.
- König Zedekia von Juda bricht den ihm von König Nebukadnezar II. auferlegten Gotteseid zur Treue und beginnt einen Aufstand gegen die babylonische Oberhoheit.

## Geboren
- um 589 v. Chr.: Yan Ying, chinesischer Politiker und Staatsmann im Staate Qi († um 500 v. Chr.)

## Gestorben
- 9. Februar: Psammetich II., ägyptischer Pharao